# بيدرو مويا دي كونتريرز
بيدرو مويا دي كونتريرز هو سياسي إسباني، ولد في 1528 في بيدروتشي في إسبانيا، وتوفي في 21 ديسمبر 1591 في مدريد في إسبانيا. انتخب Viceroy of New Spain ‏ وانتخب مطران كاثوليكي ‏ (17 يونيو 1573 – ).